# Peter Delpeut
 (octobre 2018).
Peter Delpeut, né le 12 juillet 1956 à  Vianen, est un  réalisateur, scénariste et écrivain néerlandais.

## Filmographie

### Réalisateur et scénariste
- 1984 : Emma Zunz
- 1991 : Lyrical Nitrate[2]
- 1993 : E Pur Si Muove[3]
- 1993 : Métal et mélancolie de Heddy Honigmann[4]
- 1993 : The Forbidden Quest[5]
- 1998 : Felice... Felice...
- 1999 : Diva Dolorosa[6]
- 2001 : In Loving Memory[7]
- 2003 : Go West, Young Man! : co-réalisé avec Mart Dominicus[8]
- 2011 : Immer Fernweh
- 2014 : One Hand Clapping
- 2015 : Dedicated To Dance